# کری (اورگن)
کری (به انگلیسی: Kerry) یک منطقهٔ مسکونی در ایالات متحده آمریکا است که در شهرستان کلمبیا، اورگن واقع شده است. کری ۷ متر بالاتر از سطح دریا واقع شده است.